# Tự sự học
Tự sự học (tiếng Pháp: narratologie) cũng dịch là “trần thuật học”. Là một phân nhánh chủ yếu của thi pháp học hiện đại, nghiên cứu cấu trúc của văn bản trần thuật và các vấn đề hữu quan. Thuật ngữ tự sự học do X. Tô-đô-rốp (1939 – Pháp) sử dụng lần đầu vào năm 1969 trong sách Ngữ pháp câu chuyện mười ngày. Việc nghiên cứu hình thái tự sự đã có từ xưa, nhưng chủ yếu vẫn nằm trong phạm vi tu từ học.
Điểm khởi đầu của tự sự học hiện đại bắt đầu từ chủ nghĩa hình thức Nga. B. Tô-ma-sép-xki đem phân biệt chất liệu với truyện kể, trùng hợp với cách phân biệt ngôn ngữ và lời nói của Xốt-xuya.
Những năm 50 của thế kỷ XX phương Tây mới tiếp thu chủ nghĩa hình thức Nga. Prốp và Ba-khơ-tin đã tiến hành nghiên cứu lí thuyết và trở thành người mở đầu. Tự sự học hiện đại bắt đầu với vấn đề điểm nhìn trần thuật. Đây là vấn đề do thực tiễn sáng tác gợi ra, sau đó mới được thuyết minh bằng lí luận. G.Phlô-be là người đầu tiên dùng nhân vật làm người mục kích các sự việc để “xoá bỏ dấu vết của tác giả”. Cuối thế kỷ XIX đầu thế kỷ XX nhà văn Mỹ H. Giêm-xơ và nhà văn Pháp M. Pru-xtơ nâng bút pháp G. Phlô-be thành nguyên tắc mỹ học. Sự kiện trong tiểu thuyết không còn là điều quan trọng nhất, mà điều quan trọng nhất lại là sự phản ứng của nhân vật trước sự kiện, và từ đó khám phá ý nghĩa của điểm nhìn của nhân vật.
H.Giêm-xơ đề xuất lí thuyết về “trung tâm ý thức”, mọi chi tiết của tiểu thuyết đều phải lọc qua trung tâm ý thức này. E. Hê-ming-uê và G. Mô-pát-xăng phát triển kinh nghiệm của G. Phlô-be theo một cách khác: miêu tả hoàn toàn khách quan, không thâm nhập vào nội tâm nhân vật. Người ta đã gọi đó là điểm nhìn, quan điểm, góc nhìn, nhãn quan, điểm quan sát, tiêu cự, bình diện (aspect). Gọi là điểm nhìn hoặc tiêu cự là phổ biến hơn cả.
Trần thuật học cấu trúc chủ nghĩa xem mô hình trần thuật như là sự mở rộng của cú pháp. X. Tô-đô-rốp xác nhận trong Câu chuyện mười ngày nhân vật là danh từ, tính từ, tình tiết là động từ, ông còn phân biệt cốt truyện chủ động, cốt truyện bị động. Tiểu thuyết hiện thực thuộc thức chủ động, thần thoại thuộc thức bị động. Giơ-nét-tơ cũng cho rằng mỗi câu chuyện là một câu vị ngữ động từ được mở rộng. Nhược điểm của cách tiếp cận này là lạm dụng ngôn ngữ học, không giúp làm sáng tỏ vấn đề. Sau đó chủ nghĩa hậu cấu trúc quan tâm tới quan hệ giữa hình thức trần thuật và ý nghĩa. Điều này gần với cách phân tích hình thái ý thức của Ba-khơ-tin và chủ nghĩa hình thức Nga thời kì sau. Iu. Lốt-man, B. U-xpen-xki cũng theo hướng này.
Trước những năm 60 của thế kỷ XX tự sự học gắn với việc nghiên cứu thi pháp tiểu thuyết. Sau những năm 60 của thế kỷ XX, tự sự học trở thành bộ môn độc lập, nghiên cứu mọi hình thức trần thuật, văn học và phi văn học. Đó là một bước phát triển mới, nhưng còn nhiều vấn đề đang chờ giải quyết.
Tổng quan quá trình phát triển của lí thuyết tự sự có thể chia làm ba nhóm. Nhóm một là những người chỉ quan tâm xem mối liên hệ của các sự kiện, chức năng của chúng, mà không chú ý tới lời văn tự sự. Nhóm thứ hai xem nguồn gốc tự sự là dùng ngôn từ nói hay viết mà kể chuyện, họ để lên hàng đầu vai trò của người trần thuật và lời trần thuật, mà xem sự kiện không mấy quan trọng. Nhóm thứ ba thì coi trọng cả hai phương diện trên. Nhìn nhận toàn diện các bình diện tự sự như vậy sẽ có được quan niệm thấu đáo về cấu trúc văn bản tự sự và tạo điều kiện cho lí thuyết tự sự học phát triển.
Thuật ngữ tự sự học cũng có khi được dịch là trần thuật học. Khi nói trần thuật học thường chỉ nói tới hành vi của người trần thuật và ngôn từ của anh ta. Nói là tự sự học thì tính đến cả hệ thống sự kiện và tổ chức sự kiện, và mặt khác bao hàm cả việc nghiên cứu các cấu trúc tự sự cụ thể hoặc lịch sử tự sự của một nền văn học hay giai đoạn văn học nào đó.